# Lepanthes helicocephala
Lepanthes helicocephala là một loài lan bản địa của the Neotropics.

## Hình ảnh

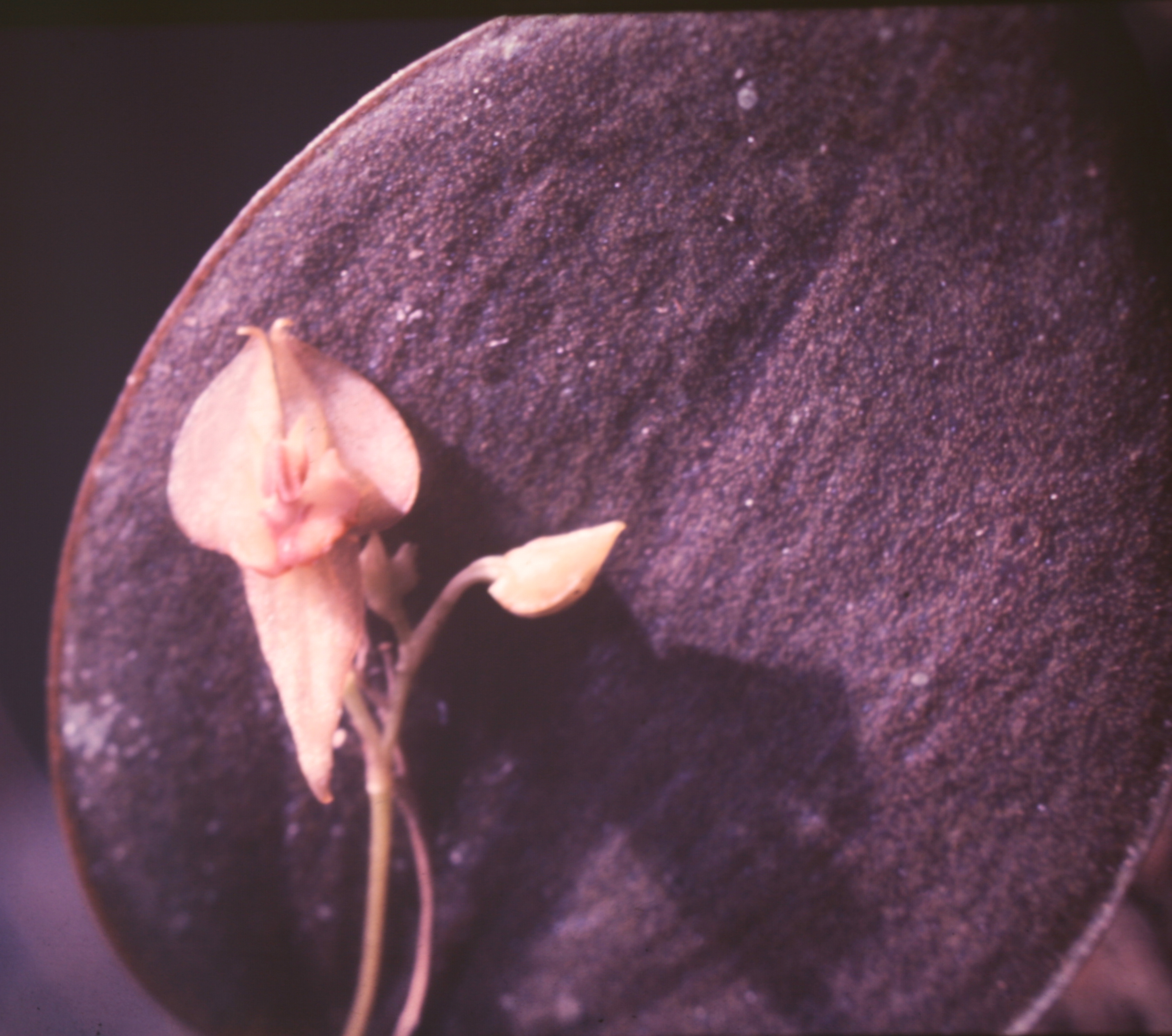
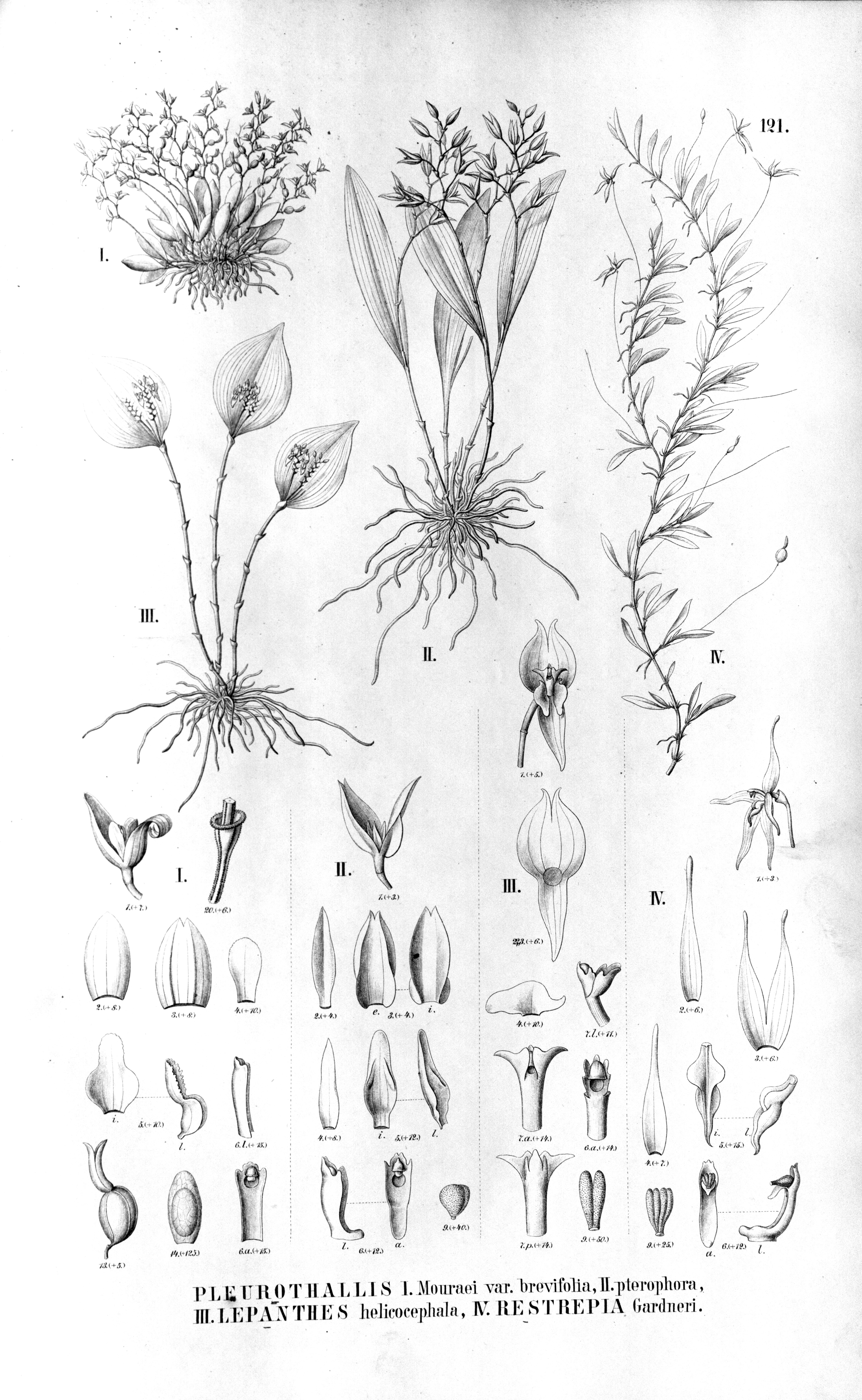